# Bitwa pod Ewiną
Bitwa pod Ewiną – walka stoczona w dniu 12 września 1944 roku przez 3 Brygadę Armii Ludowej im. Józefa Bema (w której znajdowały się też na zasadach autonomii oddziały OW PPS Zygmunta Łęgowika ps. „Brzeszczot”, SOB Czesława Grajka ps. „Wiktor” i BCh A. Rogula ps. Wiktor, oraz skoczkowie z Polskiego Sztabu Partyzanckiego) z jednostkami armii niemieckiej, żandarmerii i częścią Korpusu Kawalerii Kałmuckiej.

## Przebieg walk
Około 500 partyzantów Armii Ludowej pod dowództwem Bolesława Hanicza-Boruty, kilkudziesięciu z Batalionów Chłopskich oraz 15 polskich skoczków z radiostacją z Polskiego Sztabu Partyzanckiego, zostało okrążonych w lasach kotfińskich przez ok. 2–3 tys. żołnierzy i żandarmów niemieckich wyposażonych w samoloty, wozy pancerne, artylerię i granatniki. Sztab III Brygady AL ulokowany w leśniczówce w Ewinie, szacował siły przeciwnika na ok. 6 tys. żołnierzy. Wśród uderzających hitlerowców był Korpus Kawalerii Kałmuckiej dr „Dolla” (mylony z wieloma innymi oddziałami wschodnimi, w tym Brygadą RONA), który w lipcu 1944 pojawił się na Kielecczyźnie. Ryszard Nuszkiewicz (cichociemny, oficer batalionu AK „Skała”, który 11 września walczył z oddziałami niemieckimi i wschodnimi pod Złotym Potokiem, tj. 30 km na południe od Ewiny) wspominał w swej książce „Uparci” o „sotniach kozaków”.
Pierwsze starcie nastąpiło o godz. 9:00 12 września w rejonie Ciężkowic, gdzie część partyzantów została zmuszona do wycofania się w kierunku Ewiny, natomiast partyzanci toczący walkę w rejonie Włynic zatrzymali natarcie nieprzyjaciela. Niemcy, wykorzystując znaczną przewagę w sile żywej i ogniowej, wdarli się w kilku miejscach w obronę partyzancką. Bitwa zakończyła się wydostaniem się polskich partyzantów przez lukę w pierścieniu wojsk niemieckich, co w warunkach partyzanckich było zwycięstwem. Około 22:00 3. Brygada AL im. Józefa Bema wyszła z okrążenia i przeszła w lasy koło Kruszyny.
Straty Polaków wyniosły 18 zabitych i 11 rannych oraz ok. 10 zaginionych, straty hitlerowców – wg Ryszarda Nazarewicza około 100 zabitych i 200 rannych, choć bardziej prawdopodobne jest ok. 100-150 zabitych, rannych i zaginionych. Dowódca mjr Bolesław Hanicz-Boruta został ranny w walce.